# Meizhou (Xiuyu)
Meizhou (chinesisch 湄洲島 / 湄洲岛, Pinyin Méizhōu Dǎo) ist eine Insel in der Meizhou-Bucht im Stadtbezirk Xiuyu der bezirksfreien Stadt Putian der chinesischen Provinz Fujian. Sie hat eine Fläche von 16 Quadratkilometern und einen Sandstrand mit einer Länge von 20 Kilometern. Die bekannteste Sehenswürdigkeit ist der Matsu-Tempel, der im Jahr 987 erbaut wurde. 
Die Insel wird überragt von einer 14,5 Meter hohen Matsu-Statue, die aus 365 (einer für jeden Tag des Jahres) Steinen errichtet wurde. Da Matsu am 23. Tag des 3. Monats des chinesischen Kalenders Geburtstag hat, führen 323 Stufen vom Tempel zur Statue.
Administrativ ist die Insel Meizhou identisch mit der Großgemeinde Meizhou (chin. 湄洲鎮 / 湄洲镇 Pinyin Méizhōu Zhèn), einer von neun Großgemeinden und zwei Gemeinden, aus denen sich der Stadtbezirk Xiuyu zusammensetzt.